# سوراب میتال
سوراب میتال (انگلیسی: Saurabh Mittal؛ زادهٔ ۱۹۷۳) مدیر اجرایی و کارآفرین اهل هند است، که هم‌اکنون به‌عنوان معاون رئیس وان چمپیونشیپ فعالیت می‌کند.